# Karl Schleinzer
Karl Schleinzer (Frantschach-Sankt Gertraud 8 januari 1924 - 19 juli 1975 Bruck an der Mur) was een Oostenrijks politicus (ÖVP) afkomstig uit de deelstaat Karinthië.
Hij promoveerde aan de Landbouwhogeschool van Wenen en had vanaf 1943 dienst bij de Wehrmacht. In 1945, aan het einde van de Tweede Wereldoorlog, werd hij als luitenant der reserves krijgsgevangen genomen door de Britten. Na de oorlog was hij werkzaam als landbouwer en engageerde hij zich voor de ÖVP voor welke partij hij in 1956 in de landdag van Karinthië werd gekozen. In 1959 werd hij voorzitter van de ÖVP in Karinthië en van 1960 tot 1961 was hij minister van Land- en Bosbouw in de regering van de deelstaat en tevens voorzitter van de Kärntner Bauernbund. 
Onder bondskanselier Alfons Gorbach was hij van 1963 tot 1964 bondsminister van Landsverdediging in het kabinet-Gorbach II. In de kabinetten onder bondskanselier Josef Klaus was hij bondsminister van Land- en Bosbouw (1964-1970). 
Nadat de ÖVP in 1970 in de oppositie belandde was Schleinzer secretaris-generaal van de partij onder voorzitter Hermann Withalm. Op 4 juni 1971 werd hij tijdens een buitengewoon partijcongres van de ÖVP met 67% van de stemmen gekozen tot bondsvoorzitter van de christendemocraten. 
In aanloop naar de parlementsverkiezingen van 1975 was Schleinzer lijsttrekker van de ÖVP. Een dodelijk verkeersongeval op 19 juli 1975 maakte een einde aan zijn aspiraties voor het bondskanselierschap. Vermoedelijk was hij achter het stuur in slaap gevallen toen hij op een vrachtauto botste. 
Ter nagedachtenis van Schleinzer werd de Dr. Karl Schleinzer-Stiftung ("Karl Schleinzer Stichting") opgericht die zich bezighoudt met de bodemcultuur.